# Delahaye Type 35
Der Delahaye Type 35 ist ein frühes Nutzfahrzeug-Modell. Hersteller war Automobiles Delahaye in Frankreich.

## Beschreibung
Die Produktion begann 1909 und endete spätestens 1914 mit dem Beginn des Ersten Weltkriegs. Es gab die Ausführungen Type 35 C als Lastkraftwagen und Type 35 OM als Omnibus.
Der Ottomotor leistet 32 PS. Die Nutzlast beträgt 5 Tonnen. Damit war es damals der schwerste Lkw im Sortiment von Delahaye.
Der Omnibus hat 20 bis 24 Sitzplätze bzw. 30 bis 32 Sitzplätze als Doppeldeckerbus.